# Neuston

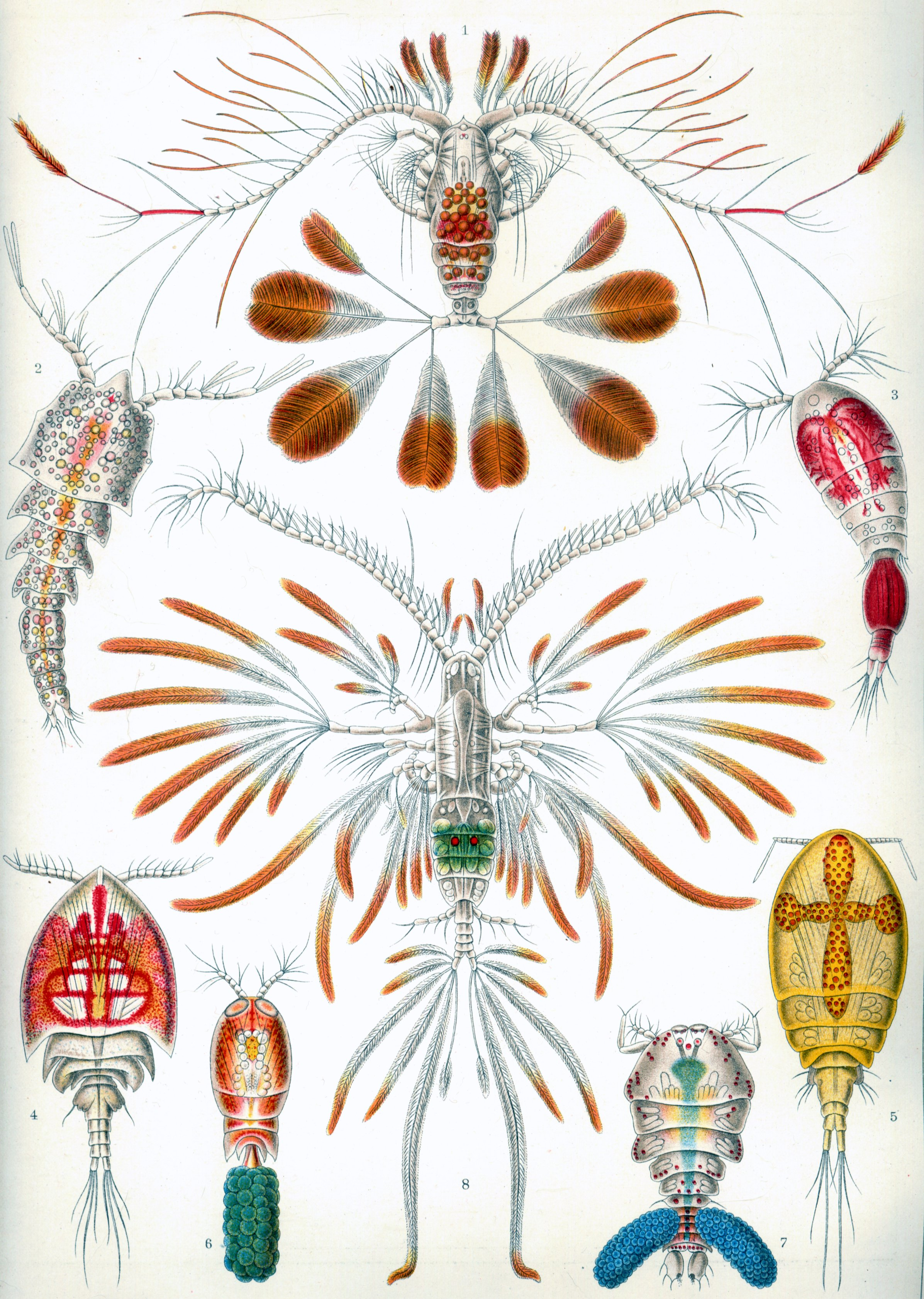
Les crustacés copépodes sont l'un des groupes les plus importants du neuston, maillon essentiel de la chaîne alimentaire de cet écosystème (Copepoda dans de d'Ernst Haeckel, 1904).

Le neuston, en limnologie et en océanographie, est l’ensemble des organismes liés à la surface de l’eau, c'est-à-dire à l'interface entre l’eau et l’atmosphère.

## Catégories
Construit à partir du radical grec ancien neust-, qui correspond à l'idée de « nager » ou « flotter », le terme « neuston » lui-même a été introduit par le limnologiste Einar Christian Leonard Naumann (1891–1934) en 1917. Dans la définition originelle n'étaient pris en compte que les organismes en contact avec la tension superficielle du film de surface, qu'ils se trouvent au-dessus ou en dessous ; le terme ne s'est élargi et diversifié que plus tard.
Cette catégorie d'organismes aquatiques a depuis lors été subdivisée en plusieurs sous-catégories dont les définitions sont susceptibles de varier selon les auteurs et selon les disciplines. En particulier, les usages divergent souvent entre la limnologie (eaux douces) et l'océanographie.
La première subdivision a porté sur la position des organismes par rapport à la surface proprement dite. Ainsi, l'épineuston correspond à ceux qui vivent au-dessus de la surface, l'hyponeuston faisant référence à ceux qui occupent la couche superficielle de l'élément liquide, immédiatement sous la surface. Le terme supraneuston, beaucoup plus rare, est souvent utilisé comme synonyme d'épineuston, en particulier en hydrobiologie ; mais chez les biologistes marins, et notamment chez les microbiologistes, il peut se rapporter aux communautés de micro-organismes habitant le film superficiel. Son antonyme est infraneuston.

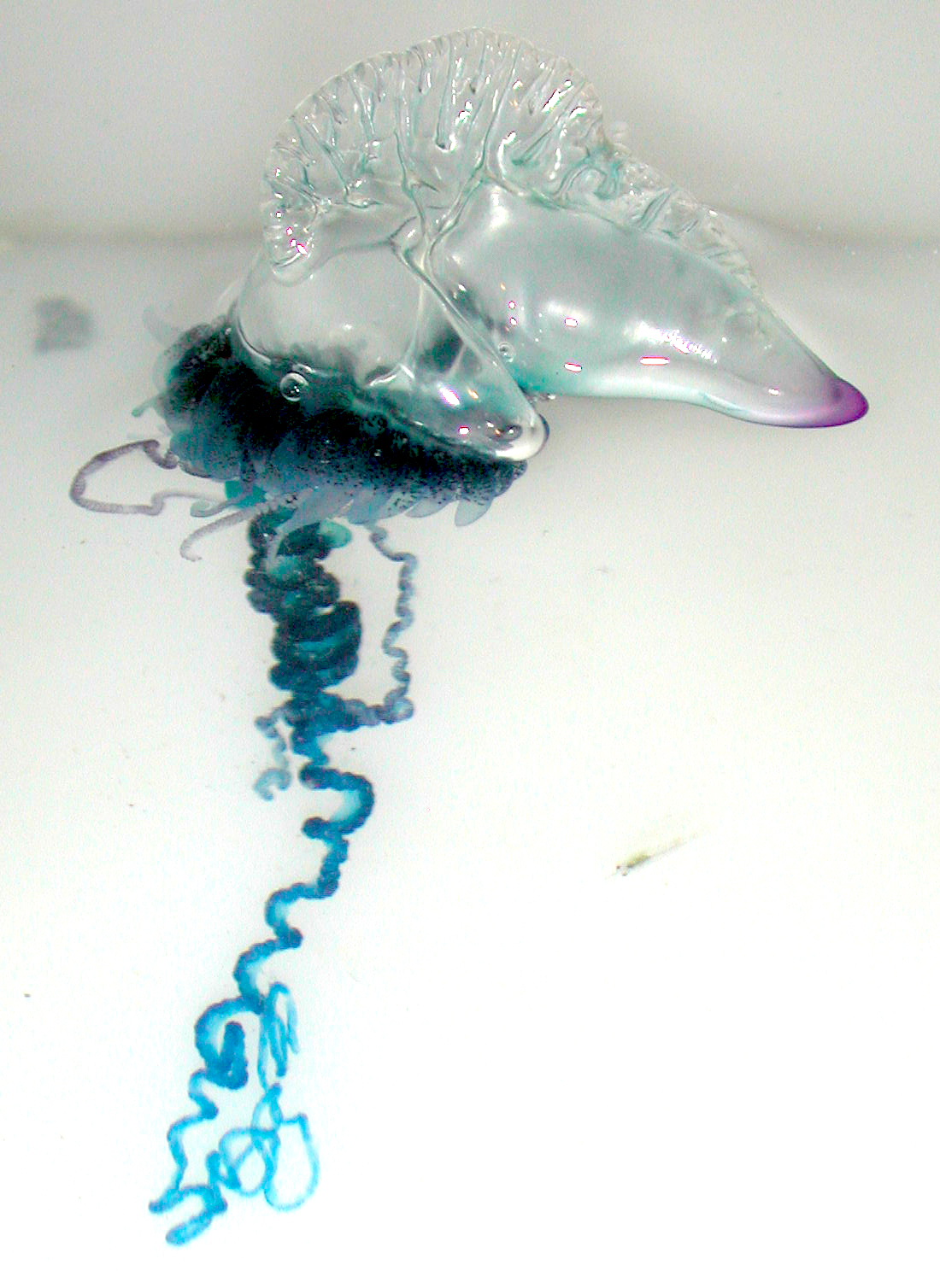
La physalie, figure emblématique du pleuston marin

Une autre catégorie importante, le pleuston, ne fait pas l'unanimité pour ce qui concerne sa définition. Le terme est construit à partir du radical grec pleust- qui signifie naviguer, flotter. Dans le milieu marin, il s'applique presque toujours aux êtres vivants qui flottent en surface et dont les déplacements sont passifs, c'est-à-dire gouvernés par les courants ou les vents. Toute une communauté d'animaux aquatiques parfaitement adaptés à ce mode de vie disposent de flotteurs qui peuvent dépasser de la surface et faire office de voile.
Pour nombre de limnologistes, le neuston ne représenterait que la fraction de petite taille, voire microscopique, des organismes liés à la surface alors que le pleuston correspondrait aux organismes de grande taille. Une autre classification basée sur la taille distingue le piconeuston, dont la taille peut être inférieure à 2 μm, du microneuston et du macroneuston dont certains représentants peuvent mesurer un mètre et plus.
Le neuston peut également être catégorisé en fonction des types d'organismes qui le composent. On peut ainsi parler de bactérioneuston, la fraction bactérienne du neuston, de phytoneuston (végétaux), de zooneuston (animaux) et d'ichthyoneuston (poissons, notamment les poissons volants).

## Espèces et assemblages concernés
Puisqu'il correspond à la surface des eaux océaniques et continentales, le domaine du neuston occupe plus de 70 % de la superficie mondiale, et sa biodiversité se compte probablement en milliers d'espèces. La plupart des groupes d'êtres vivants y sont représentés, au moins à certains stades de leur cycle biologique. Il n'est en effet pas nécessaire qu'un organisme vive en permanence au voisinage de la surface pour être considéré comme faisant partie de cet écosystème.
De nombreux organismes pélagiques sont en effet susceptibles de faire la navette entre la pleine eau et la surface, et le développement d'un nombre considérable d'espèces pélagiques et benthiques passe par des phases (œufs, larves) qui se déroulent dans les couches superficielles des masses d'eau.

### Les sargasses
L'un des plus célèbres écosystèmes flottants est celui constitué par les sargasses (algues brunes du genre Sargassum), formant des radeaux pouvant atteindre plusieurs kilomètres, et habités par une faune associée très caractéristique (comme le Poisson-grenouille des sargasses, Histrio histrio). La plus grande étendue est située dans l'Atlantique ouest et connue sous le nom de « Mer des Sargasses ».

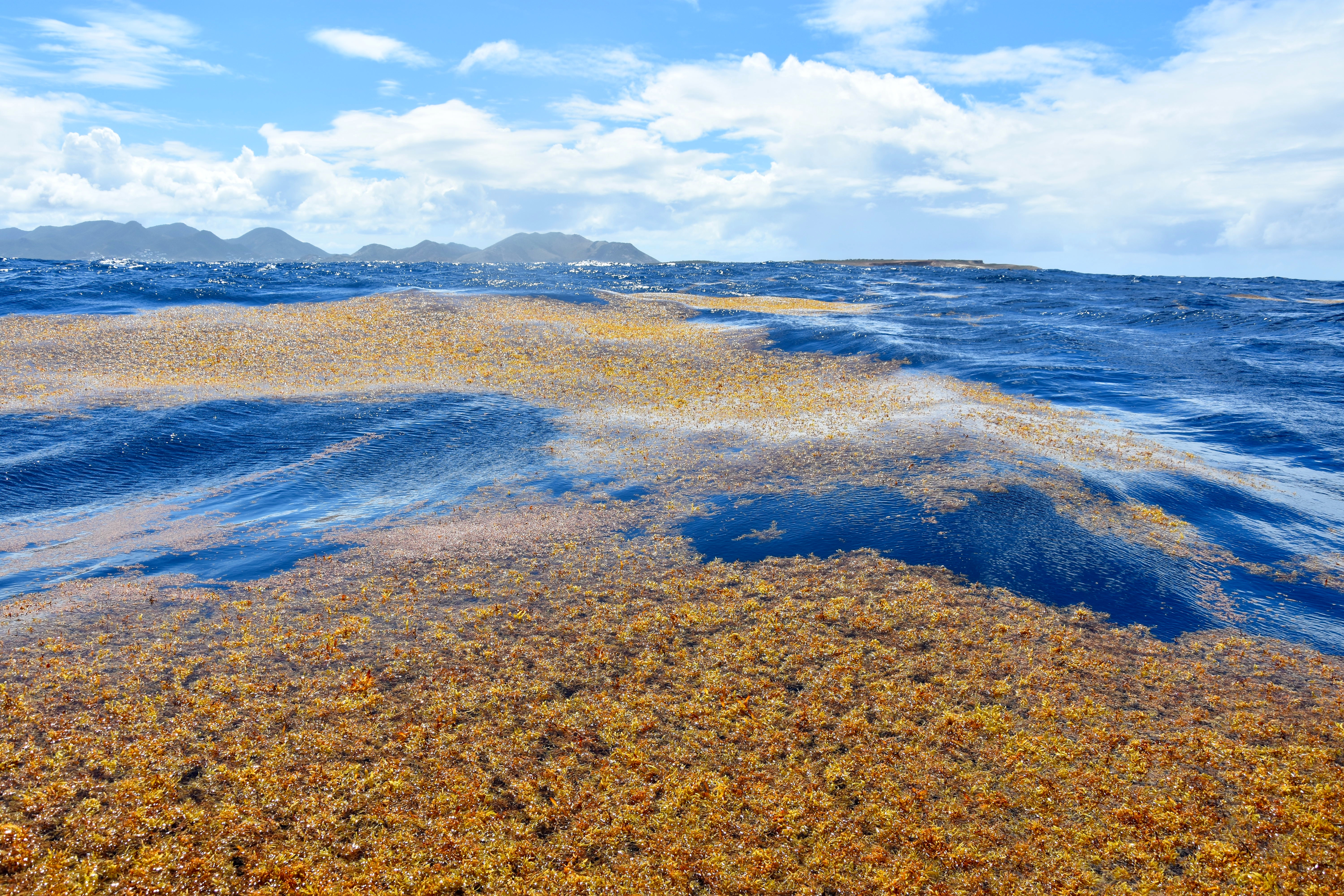
Sargasses au large de l'île Tintamare, dans la réserve naturelle nationale de Saint-Martin.
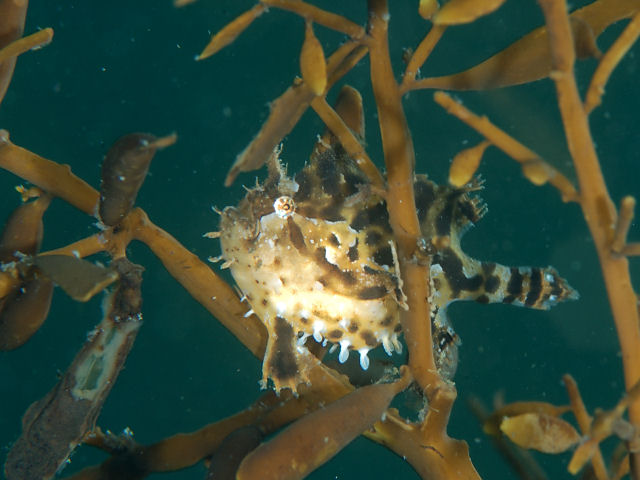
Poisson-grenouille des sargasses

### La flottille bleue
Le biologiste marin Alister Hardy avait décrit une partie des gros hydrozoaires communs du neuston sous le nom de « The Blue Fleet » (« la flotte bleue »), comportant principalement la vélelle (Velella velella), la porpite (Porpita porpita) et la physalie (Physalia physalis), ainsi que la faune associée (notamment des prédateurs de ces hydrozoaires, comme le poisson Nomeus gronovii ou les mollusques Janthina janthina et Glaucus atlanticus).

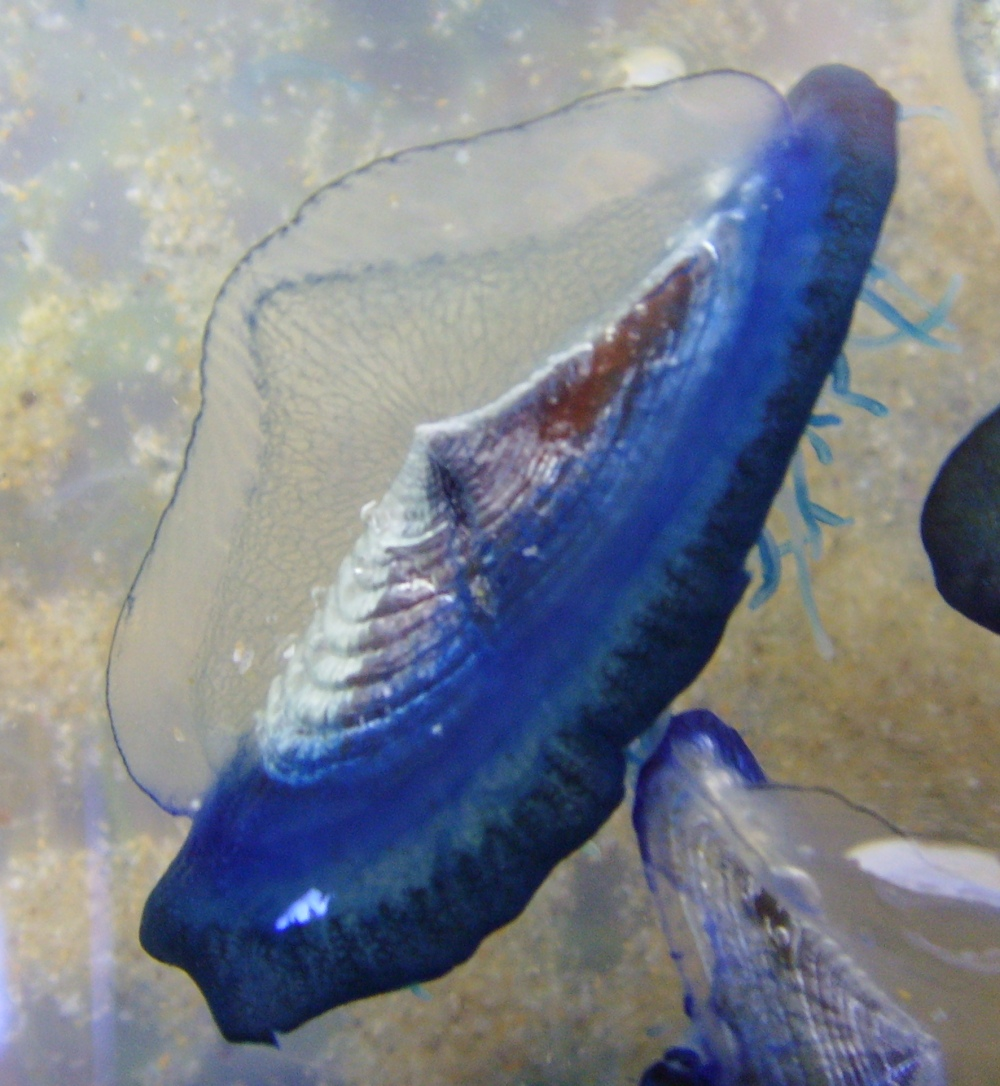
Velella velella
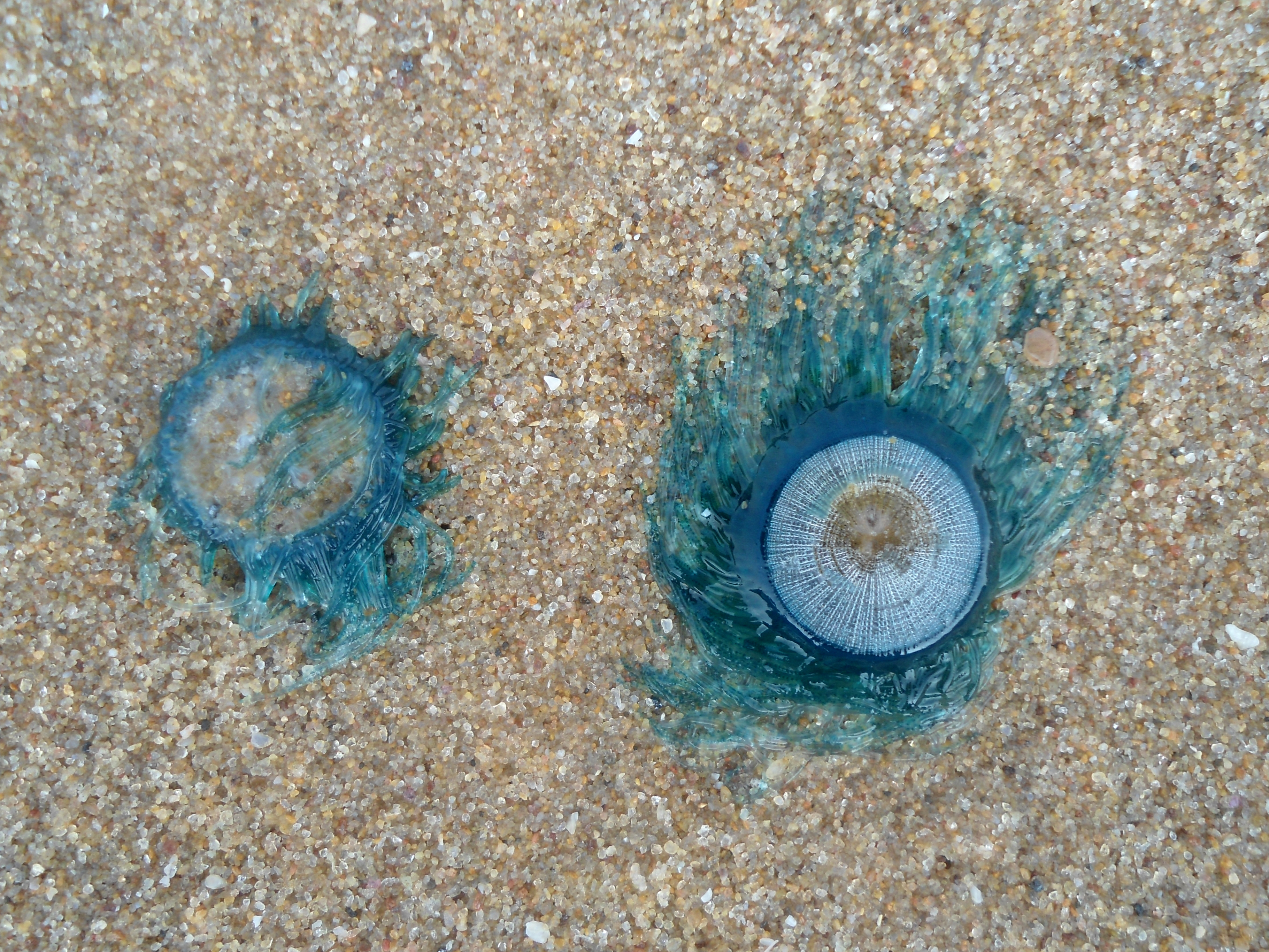
Porpita porpita
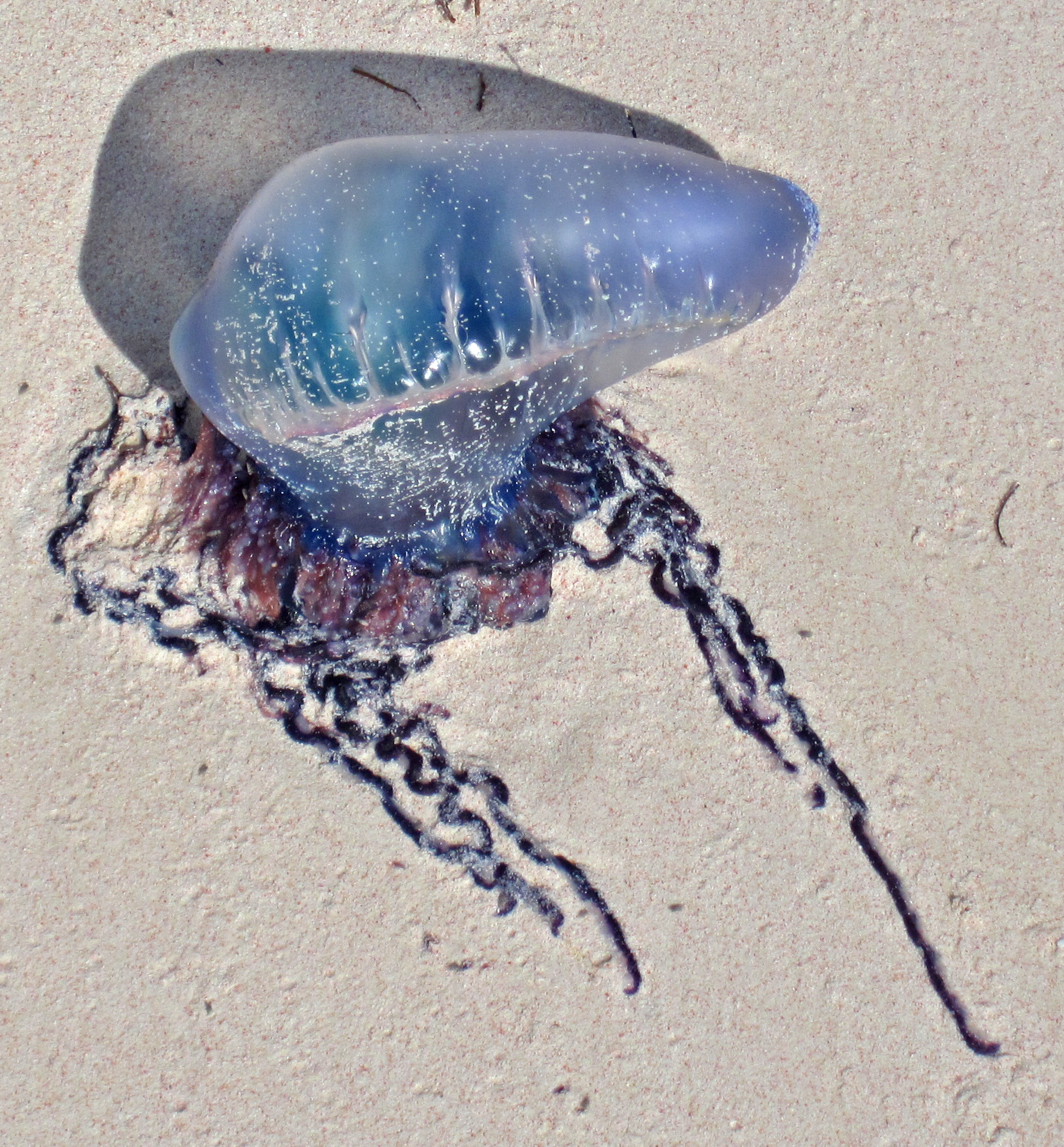
Physalia physalis
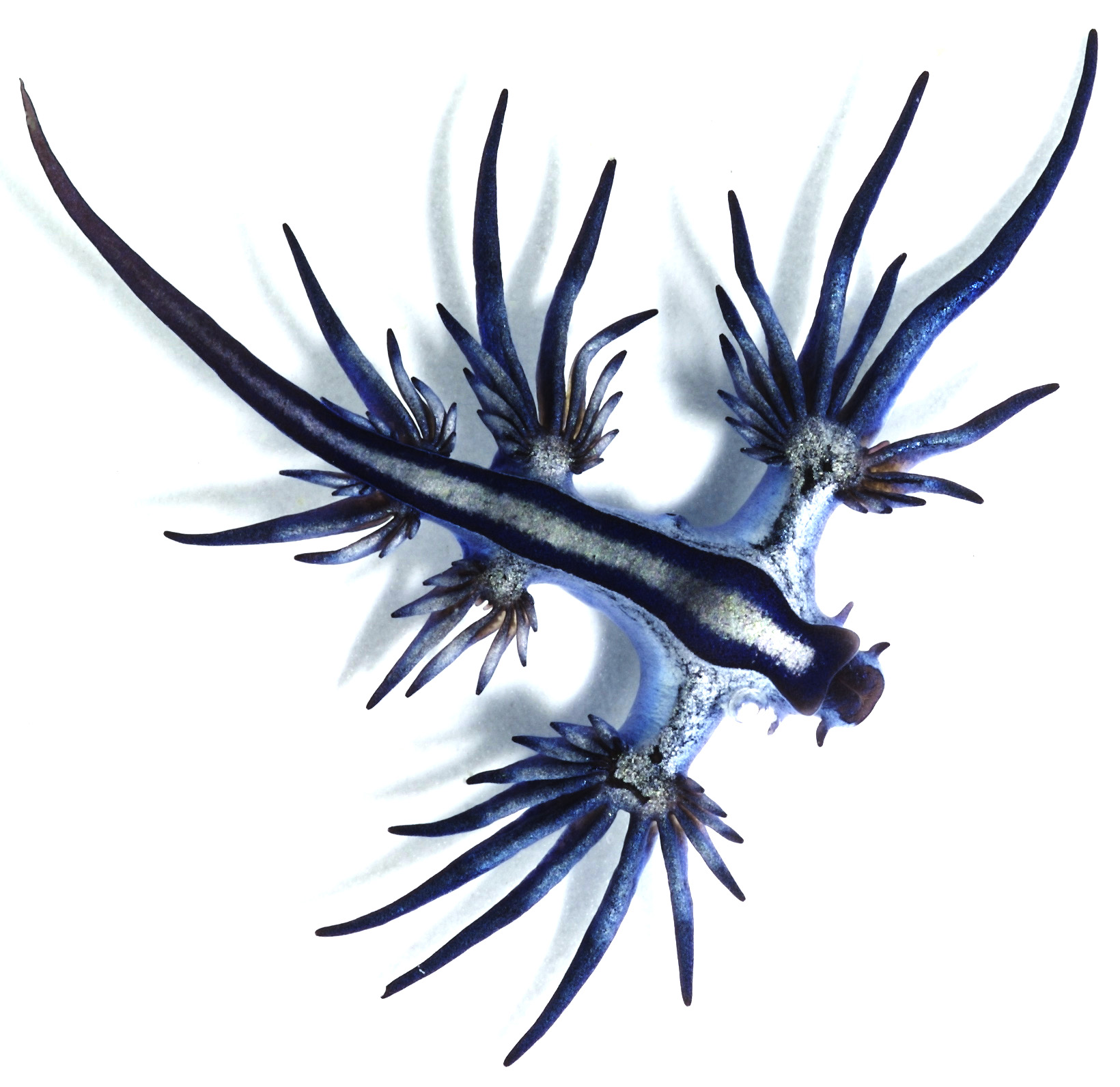
Glaucus atlanticus, un prédateur très spécialisé des physalies qui se joint à leurs bancs.
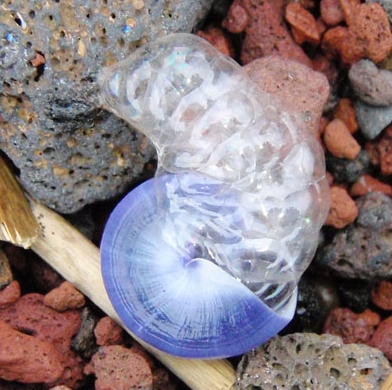
La Janthina janthina se maintient parmi les physalies grâce à ses bulles-flotteurs
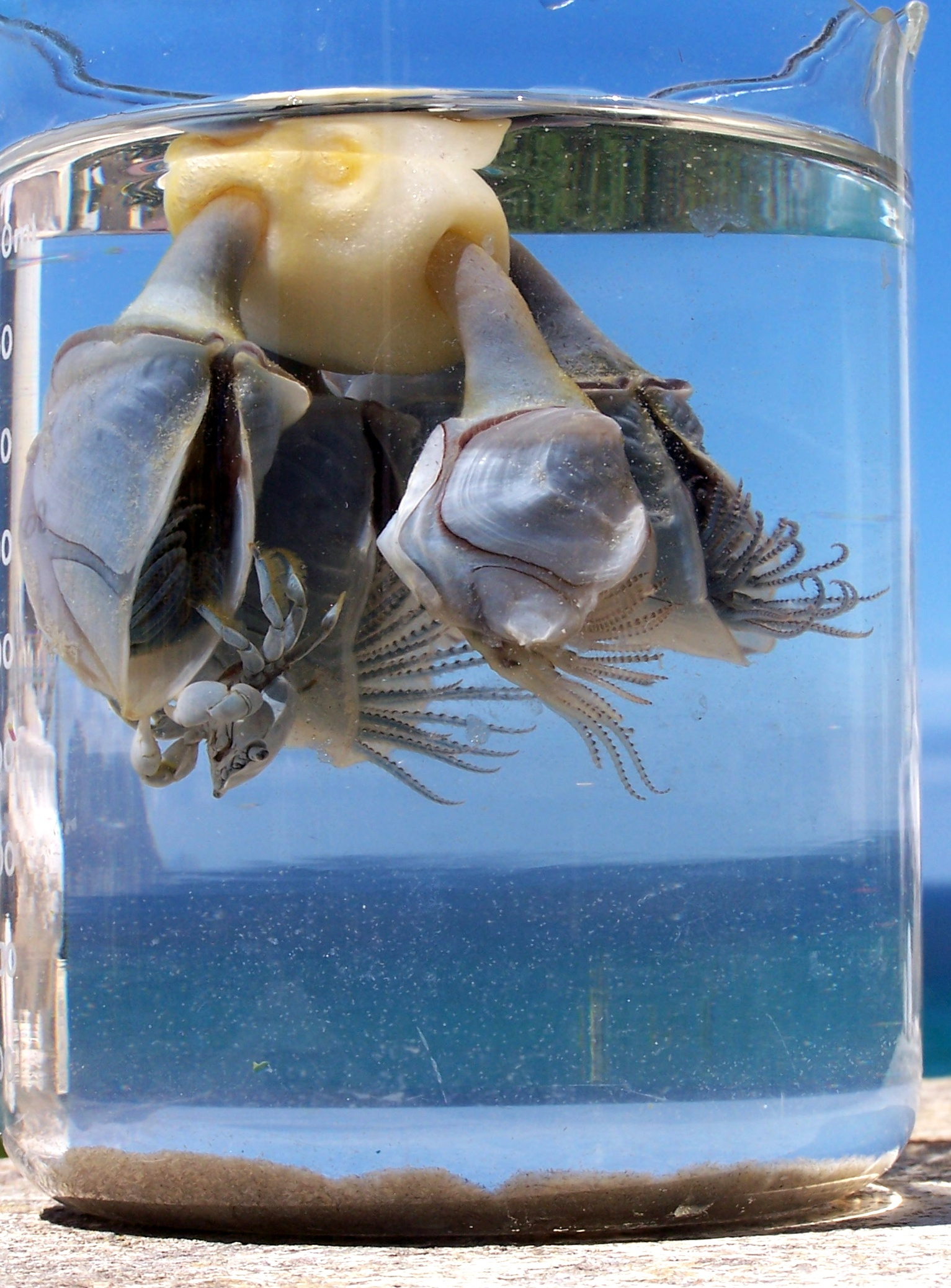
L'anatife Dosima fascicularis sécrète un flotteur
L'anémone flottante Actinecta cyanea
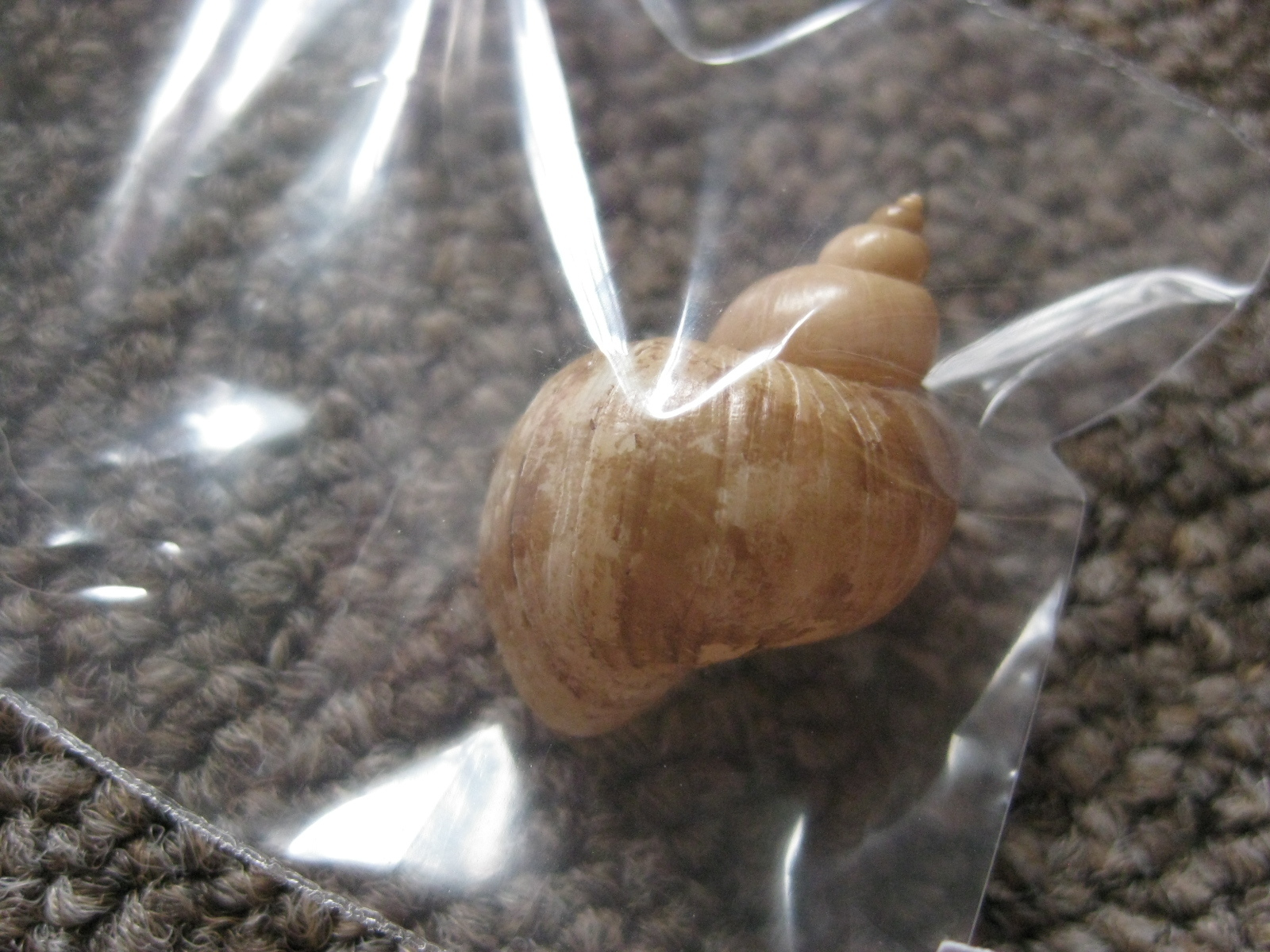
Recluzia lutea, un autre mollusque flottant

#### Dans la culture
La « flottille bleue », à la beauté très documentée, a notamment été immortalisée par l'écrivain Jules Michelet : 

« [la méduse] est faite à l’opposé de la physalie, sa parente. Celle-ci n’a au-dessus de l’eau qu’un petit ballon, une vessie insubmersible, et laisse traîner au fond ses longs tentacules, infiniment longs, de vingt pieds ou davantage, qui l’assurent, balayent la mer, frappent le poisson de torpeur, le lui livrent. Légère et insouciante, gonflant son ballon nacré, teinté de bleu ou de pourpre, elle lance, par ses grands cheveux de sinistre azur, un subtil venin dont la décharge foudroie.
 Moins redoutables, les vélelles ne peuvent périr non plus. Elles ont la forme de radeaux ; leur petite organisation est déjà un peu solide ; elles savent se diriger, tourner au vent la voile oblique. Les porpites, qui ne semblent qu’une fleur, une marguerite, ont pour elles leur légèreté ; elles flottent même après leur mort. Il en est de même de tant d’êtres fantastiques et presque aériens, guirlandes à clochettes d’or ou guirlandes de boutons de roses (physsophore, stéphanomie, etc.), ceintures azurées de Vénus. Tout cela nage et surnage invinciblement, ne craint que la terre, vogue au large, dans la grande mer, et, si violente qu’elle semble y trouver toujours son salut. Les porpites et les vélelles craignent si peu l’Océan que, pouvant toujours surnager, ils font effort pour enfoncer, et, dès qu’il vient du gros temps, se cachent dans la profondeur. »

— Jules Michelet, «Fille des mers », La Mer (1861).

#### Écologie
Les espèces composant la flottille bleue connaissent d'importantes variations de population en fonction des courants nutritifs, et les vélelles sont aussi connues comme « voiles de la Saint-Jean » du fait des échouages massifs qui les concernent de mai à juin.
Ces animaux semblent aussi particulièrement abondants au niveau des gyres océaniques concentrant des ordures flottantes (les fameux « continents de plastique »), qui pourraient leur fournir un habitat ou des proies.